# Mariusz Ługowski
Mariusz Ługowski (ur. 24 marca 1964) – polski lekkoatleta, specjalizujący się w biegach średniodystansowych.

## Osiągnięcia
- Mistrzostwa Polski seniorów w lekkoatletyce
  - Bydgoszcz 1985 – srebrny medal w biegu na 1500 m
  - Kraków 1989 – srebrny medal w biegu na 1500 m
  - Piła 1990 – srebrny medal w biegu na 1500 m

- Halowe mistrzostwa Polski seniorów w lekkoatletyce
  - Zabrze 1986 – brązowy medal w biegu na 1500 m
  - Zabrze 1989 – brązowy medal w biegu na 1500 m
  - Spała 1991 – srebrny medal w biegu na 1500 m

## Rekordy życiowe
- bieg na 800 metrów
  - stadion – 1:47,96 (Lage 1989)
- bieg na 1000 metrów
  - stadion – 2:22,48 (Lublin 1989)
- bieg na 1500 metrów
  - stadion – 3:41,28 (Piła 1990)